# Osaka Marvelous
Le Osaka Marvelous (大阪マーヴェラス) sono una società pallavolistica femminile giapponese, con sede a Nishinomiya: militano nel campionato giapponese di SV.League; il club appartiene alla Japan Tobacco.

## Storia
Le JT Marvelous nascono nel 1956. Dopo molti anni di militanza nelle categorie inferiori del campionato giapponese, nella stagione 1996-97 partecipano al per la prima volta alla V.League, classificandosi ottave.
Nella stagione 2006-07, si classificano al secondo posto, alle spalle delle Hisamitsu Springs. Nella stagione 2009-10, dominano la regular season, ma perdono nuovamente la finale, questa volta contro le Toray Arrows. Nel marzo 2011 il club viene proclamato campione del Giappone, in quanto leader della regular season, in seguito al fermo dei campionati, dovuto al sisma che ha colpito il paese.
Al termine della stagione 2013-14 il club retrocede dopo aver perso al challenge match. Resta nel campionato cadetto giapponese per due annate, nel corso delle quali conquista due edizioni consecutive del Torneo Kurowashiki, rientrando in massima serie nel campionato 2016-17, classificandosi al quarto posto, mentre raggiunge le finali scudetto nel campionato seguente, vincendo ancora una volta il Torneo Kurowashiki.
Nella stagione 2019-20 vince il secondo scudetto della propria storia, superando in finale le Okayama Seagulls.

## Rosa 2019-2020
| N° | Nome                  | Ruolo | Data di nascita  | Nazionalità sportiva |
| -- | --------------------- | ----- | ---------------- | -------------------- |
| 1  | Aika Akutagawa        | C     | 3 aprile 1991    | Giappone             |
| 2  | Kotona Hayashi        | S     | 13 novembre 1999 | Giappone             |
| 3  | Anna Ogawa            | C     | 6 ottobre 1995   | Giappone             |
| 4  | Yuka Kitsui           | S     | 15 gennaio 1997  | Giappone             |
| 5  | Mika Shibata          | P     | 7 giugno 1994    | Giappone             |
| 6  | Mizuki Tanaka         | S     | 28 gennaio 1996  | Giappone             |
| 7  | Misaki Tanaka         | P     | 28 dicembre 1991 | Giappone             |
| 8  | Kaewkalaya Kamulthala | C     | 7 agosto 1994    | Thailandia           |
| 10 | Andrea Drews          | O     | 25 dicembre 1993 | Stati Uniti          |
| 11 | Yūka Meguro           | C     | 16 gennaio 1996  | Giappone             |
| 12 | Chiyo Fukagaya        | L     | 26 agosto 1996   | Giappone             |
| 13 | Yuki Nishikawa        | S     | 4 settembre 2000 | Giappone             |
| 14 | Hickman Justice       | S     | 9 ottobre 1999   | Giappone             |
| 15 | Mako Kobata           | L     | 15 agosto 1992   | Giappone             |
| 16 | Misa Yamamoto         | P     | 12 dicembre 1996 | Giappone             |
| 17 | Sakura Kanda          | C     | 27 aprile 2000   | Giappone             |
| 18 | Risa Hashimoto        | C     | 9 giugno 1997    | Giappone             |
| 19 | Aki Momii             | P     | 7 ottobre 2000   | Giappone             |

## Palmarès
- Campionato giapponese: 2

2010-11, 2019-20
- Torneo Kurowashiki: 5

2011, 2012, 2015, 2016, 2018

## Denominazioni precedenti
- 1956-1977: Monopoly Ibaraki
- 1977-1985: Monopoly Osaka
- 1985-1989: Japan Tobacco
- 1989-1996: JT
- 1996-2024: JT Marvelous